# Vanessa Zachos
Vanessa Zachos (sinh ngày 3 tháng 5) là một nữ diễn viên điện ảnh và truyền hình người Nam Phi. Cô đã xuất hiện trên truyền hình Mỹ cũng như trong các bộ phim quốc tế đối nghịch với các diễn viên hàng đầu, bao gồm Rush được đề cử BAFTA của Ron Howard.
Zachos được sinh ra ở Johannesburg, Nam Phi. Cô theo học trường trung học ở Parktown, Johannesburg, nơi cô học Nghệ thuật và tiếng Latin, sau đó cô nghỉ học đi làm sớm.
Năm 2008, Vanessa, trong buổi thử vai đầu tiên của mình, đã được chọn vào vai chính trong một bộ phim độc lập của Anh 'The Secret Philistic'. Sau đó, cô tiếp tục xuất hiện trong bộ phim kinh dị Anh Credo aka The Devils Curse hợp tác với các diễn viên Colin Salmon, Myanna Buring và diễn viên quá cố Stephen Gely.
Cô đã học tại Trường Ngôn ngữ và Kịch nói Trung ương và Học viện Nghệ thuật Sân khấu Hoàng gia và là một Alumna Tài năng Berlinale.
Zachos được chọn vào vai chính cùng với Chris Hemsworth trong bộ phim được đề cử BAFTA của Ron Howards, nơi cô làm việc cùng với Chris Hemsworth và Daniel Bruhl. Cô xuất hiện trong vai trò khách mời đầu tiên của mình trên truyền hình Mỹ trong một tập của bộ phim truyền hình giành giải thưởng J. J. Abrams do P. J. Pesce làm đạo diễn cho FOX Broadcasting Company. Cô đóng vai Anita Halina Janowska trong bộ phim tài liệu Rebel of the Keys và xuất hiện trên truyền hình châu Âu đầu tiên trong Der Andere trên The Broadcast Broadcasting Corporation (ORF). Các lần đóng phim khác của cô bao gồm các vai chính trong các phim ngắn thử nghiệm, độc lập và một video âm nhạc MTV.